# Hyperolius poweri
Hyperolius poweri är en groddjursart som beskrevs av Arthur Loveridge 1938. Hyperolius poweri ingår i släktet Hyperolius och familjen gräsgrodor. IUCN kategoriserar arten globalt som livskraftig. Inga underarter finns listade i Catalogue of Life.